# Леонард Маккой
Леонард «Боунс» Маккой (англ. Leonard "Bones" McCoy; род. 20 января 2227 года, Атланта, США) — персонаж научно-фантастического телевизионного сериала «Звёздный путь: Оригинальный сериал», мультипликационного сериала «Звёздный путь: Анимационные серии» и полнометражных фильмов
- Звёздный путь: Фильм
- Звёздный путь 2: Гнев Хана
- Звёздный путь 3: В поисках Спока
- Звёздный путь 4: Путешествие домой
- Звёздный путь 5: Последний рубеж
- Звёздный путь 6: Неоткрытая страна
- Звёздный путь: Следующее поколение — пилотная серия[англ.]

## Биография
Леонард родился в городе Атланта, штат Джорджия, США у супругов Каролины и Харрисона (по другим данным — Дэвида) Маккоев. Его детство было счастливым, до тех пор, пока его отец не потерялся в космосе вместе с командой USS «Йорктаун». Его мать умерла, а воспитанием юного Леонарда занялся его дедушка, Ти Джей. Именно Ти Джей, врач по профессии, повлиял на выбор жизненного пути Леонарда.
Отец Леонарда нашёлся спустя много лет, когда сам Леонард уже был практикующим врачом. Однако его отец страдал заболеванием, лекарств для которого не существовало. Леонард взял на себя заботу об отце. Когда его страдания от болезни стали невыносимыми, он попросил сына отключить его от аппаратов поддержания жизни и позволить спокойно умереть. После долгих душевных колебаний, Леонард сделал то, о чём просил его отец. Этот случай очень сильно повлиял на молодого Маккоя, поскольку шесть месяцев спустя на Альтаире 6 был разработан препарат, способный вылечить болезнь его отца. (Звёздный путь 5: Последний рубеж)
В 2251 Маккой провел обширную вакцинацию жителей планеты Dramia II, спас колониста Кол-Тай от Саурианского вируса. После отлета медиков почти все жители погибли от эпидемии чумы, в чём Маккой винил себя. Через 19 лет предстал перед судом за массовые убийства, был оправдан, когда нашел лекарство.
В 2253 изобрел уникальный способ оперирования коры головного мозга гуманоидов.
В 2266 году Маккой назначен на USS «Энтерпрайз» NCC-1701, он заменяет уволившегося доктора Марка Пайпера (Dr. Mark Piper). Очень часто мнение доктора не совпадает с мнением капитана Джеймса Кирка, но вскоре, из просто рабочих, их отношения становятся дружескими. Именно Джеймс Кирк дал Маккою известное прозвище — «Боунс», что в различных переводах означает «Костлявый», «Костоправ» и даже «Кощей». В других произведениях этой вселенной имеет ещё одно прозвище- «Пустомеля» (произведения Джеймса Блиша).
С Мистером Споком отношения строятся на спорах «логики против эмоций», но в конце концов переходят в дружбу. Через два года Леонард Маккой смертельно заболевает и подает заявление об уходе из Звёздного Флота, но вовремя найденное лекарство возвращает доктора на корабль.
По окончании пятилетней миссии доктор Маккой увольняется и возвращается на Землю, где открывает частную практику. Он клянется никогда не возвращаться в Звёздный Флот, однако через 18 месяцев Адмирал Ногура, используя статью закона о ремобилизации, возвращает Маккоя (успевшего отрастить бороду) в строй. Адмирал Кирк просит доктора Маккоя помочь ему с проблемой Виджера (V’ger). После разрешения кризиса Маккой остается на борту корабля.
В 2285 Маккой и капитан Спок обучают молодую команду, которая будет назначена на «Энтерпрайз» NCC-1701-A, когда Хан Нуниен Сингх нападает на Регула 1 (Regula 1). Спок, перед тем как войти в машинное отделение, заполненное радиацией, оставляет свою Катру (духовную сущность) в сознании Маккоя. Маккой начинает сходить с ума (как ему кажется), и капитан Кирк, рискуя карьерой, крадет корабль и возвращается к планете Генезис, чтобы найти тело Спока.
Через несколько лет, при сопровождении миротворческой миссии Клингонской империи, когда корабль Канцлера Горкона был атакован, Маккой и Джеймс Т. Кирк пытаются спасти жизнь Канцлера Горкона. Однако это не удается, их арестовывают и приговаривают к пожизненному заключению в тюрьме Рура Пенте (Rura Penthe Mines). Кирка и Маккоя спасает Спок и «Энтерпрайз» NCC-1701-A.
Доктор Маккой продолжает карьеру и в XXIV столетии, влияя на жизни Следующего поколения Звёздного Флота.

## Личная жизнь
Когда Леонард Маккой учился в университете в Миссисипи на Земле с 2245-го по 2253-й год, он встретил триллку Эмони Дакс (Emony Dax), прилетевшую на Землю на соревнования по гимнастике. У них был короткий роман (The Star Trek Encyclopedia).
Первые серьёзные отношения завязались у Леонарда с Нэнси (Картер). Однако девушка влюбилась в профессора археологии Картера, за которого и вышла замуж. Она сопровождала профессора Картера в его археологических поездках на раскопки по всей Галактике. Леонард Маккой ещё раз встретил её, когда существо-метаморф с планеты M-111 приняло облик Нэнси, чтобы получить доступ к солям человеческого тела.
Леонард Маккой был женат (Мириам) и у него родилась дочь, Джоанна (2249). Но его союз с женой распался, и Леонард поступил на службу в Звёздный Флот.
В 2268 году на огромном полом астероиде расы Йонада он встречает женщину по имени Натира; она влюбляется в Маккоя и просит, чтобы он остался. Будучи смертельно больным, он решает провести остаток жизни с ней, однако найденное Споком в архивах Йонада лекарство дает Маккою возможность вернуться в Звёздный Флот.

## Медицинские исследования
Леонард Маккой — прекрасный врач, а также учёный. Эти факторы сделали из него заметную фигуру в мире медицины XXIII века. Присоединившись к Звёздному Флоту, он в течение нескольких лет находит и исследует множество новых медицинских методов, которые потом будут описаны в медицинских учебниках. Доктор Маккой так же является автором публикаций в «Журнале земного Британского медицинского общества» (Earth-British Medical Society Journal) и «Вселенский скальпель» (Universal Lancet). Важным помощником в работе и другом является медсестра Кристина Чапел.
Разумеется, медицинские методы XXIII столетия более совершенны в техническом плане, но доктора всё равно нуждаются в высоком уровне подготовки, так как создание лекарств и проведения операций требует участия и контроля компетентного и высококвалифицированного специалиста.
При высадке на поверхность планеты Маккой берёт с собой стандартный набор медицинских средств: медицинский трикодер и набор шприцев. Медицинский трикодер анализирует показания медицинского ручного сканера, а также содержит множество медицинских рекомендаций.

## He is dead, Jim!
Фраза: «Он мёртв, Джим!», «Я доктор, а не <ситуативный персонаж>!» являются «коронными фразами» доктора Маккоя.
Браузер Google Chrome использует фразу «Он мёртв, Джим!», если операционная система завершила процесс, происходящий во вкладке, из-за нехватки памяти.